# La Tribuna di Treviso
la tribuna di Treviso è un quotidiano diffuso prevalentemente nella provincia di Treviso. Dal novembre 2023 è pubblicato da Nord Est Multimedia S.p.a., società editrice che possiede altri tre quotidiani locali in Veneto: il mattino di Padova, la Nuova Venezia e il Corriere delle Alpi. La redazione padovana realizza per la Tribuna le pagine nazionali e regionali del quotidiano.  

## Storia
Il primo numero de la tribuna di Treviso vide la luce l'8 giugno 1978, su ideazione di Giorgio Mondadori. La prima redazione si trovava in Piazza Ancilotto. Nel 1978 in redazione ci sono Gordiano Torresani, Pierluigi Tagliaferro, Paola Pastacaldi, Sergio Sommacal, Tiziano Marson, Raffaele Volonté, Cristina de Grandis, Gianni Novara e Antonio Chiades. Alcuni di questi se ne andarono poco dopo e subentrarono Alberto De Stefano, Beppe Gioia, Sante Rossetto e Gigi Furini.
Nei primi anni di vita del quotidiano, la foliazione era piuttosto scarna, poiché soltanto un paio di pagine erano dedicate alla cronaca e allo sport locale. Il resto era dedicato alle notizie nazionali ed internazionali. All'epoca, la redazione trevigiana era collegata con quella padovana, con videoterminali (monitor a raggi catodici su cui vengono visualizzate le informazioni contenute nell'hard disk di un computer), fax e dimafoni.
Nel tempo, grazie il successo riscontrato presso il pubblico trevigiano, venne incrementata la foliazione ed aumentò il numero dei collaboratori sparsi per la provincia.

## I direttori
| Nominativo         | Dal              | Al               |
| ------------------ | ---------------- | ---------------- |
| Nino Berruti       | 8 giugno 1978    | 5 novembre 1979  |
| Giovanni Valentini | 6 novembre 1979  | 4 settembre 1981 |
| Fabio Barbieri     | 5 settembre 1981 | 24 maggio 1984   |
| Lamberto Sechi     | 25 maggio 1984   | 8 febbraio 1985  |
| Paolo Ojetti       | 9 febbraio 1985  | 11 aprile 1987   |
| Franco Oliva       | 12 aprile 1987   | 30 novembre 1988 |
| Maurizio De Luca   | 1º dicembre 1988 | 11 dicembre 1993 |
| Claudio Giuia      | 12 dicembre 1993 | 10 gennaio 1996  |
| Alberto Statera    | 11 gennaio 1996  | 12 aprile 2000   |
| Fabio Barbieri     | 13 aprile 2000   | 1º giugno 2005   |
| Sandro Moser       | 2 giugno 2005    | 23 marzo 2012    |
| Antonio Ramenghi   | 24 marzo 2012    | 30 giugno 2014   |
| Pierangela Fiorani | 1º luglio 2014   | 19 aprile 2016   |
| Paolo Possamai     | 20 aprile 2016   | 13 gennaio 2021  |
| Fabrizio Brancoli  | 14 aprile 2021   |                  |

## Diffusione
| Anno | Copie vendute |
| ---- | ------------- |
| 2008 | 18 700        |
| 2007 | 18 804        |
| 2006 | 18 625        |

La vendita media giornaliera nel mese di ottobre 2020 è stata di 8 823 copie.